# Flor de Mayo, Sinaloa
Flor de Mayo är en ort i Mexiko.   Den ligger i kommunen Guasave och delstaten Sinaloa, i den västra delen av landet, 1 200 km nordväst om huvudstaden Mexico City. Flor de Mayo ligger 7 meter över havet och antalet invånare är 327.
Terrängen runt Flor de Mayo är mycket platt. Runt Flor de Mayo är det ganska tätbefolkat, med 100 invånare per kvadratkilometer. Närmaste större samhälle är Guasave, 19,7 km öster om Flor de Mayo. Omgivningarna runt Flor de Mayo är i huvudsak ett öppet busklandskap.